# Aeroporto di Madera
L'Aeroporto di Madeira (IATA: FNC, ICAO: LPMA) o Aeroporto Santa Caterina di Funchal e Madeira, dal 2016 noto con il nome commerciale di Aeroporto Internazionale "Cristiano Ronaldo", è lo scalo aereo che dal 1964 serve l'omonima isola portoghese.

## Storia
Dopo i primi voli turistici effettuati alla fine degli anni cinquanta del Novecento, un primo scalo aeroportuale dotato di pista in asfalto entrò in funzione il 18 luglio 1964 e il primo volo ad atterrarvi fu operato dalla TAP Air Portugal, con un Lockheed Constellation che imbarcava 80 passeggeri.
Per via dei forti venti, della sua posizione arroccata sulle alte scogliere della costa e circondato da rilievi montuosi che rendono più complesse le manovre di decollo e l'atterraggio, l'aeroporto in origine divenne noto come il "Kai Tak europeo", in analogia con l'ex aeroporto di Hong Kong chiuso nel 1998. Tuttavia la sua pericolosità risiedeva specialmente nella scarsa lunghezza della pista originaria, di appena 1.600 metri e con il suo termine a picco sul mare.

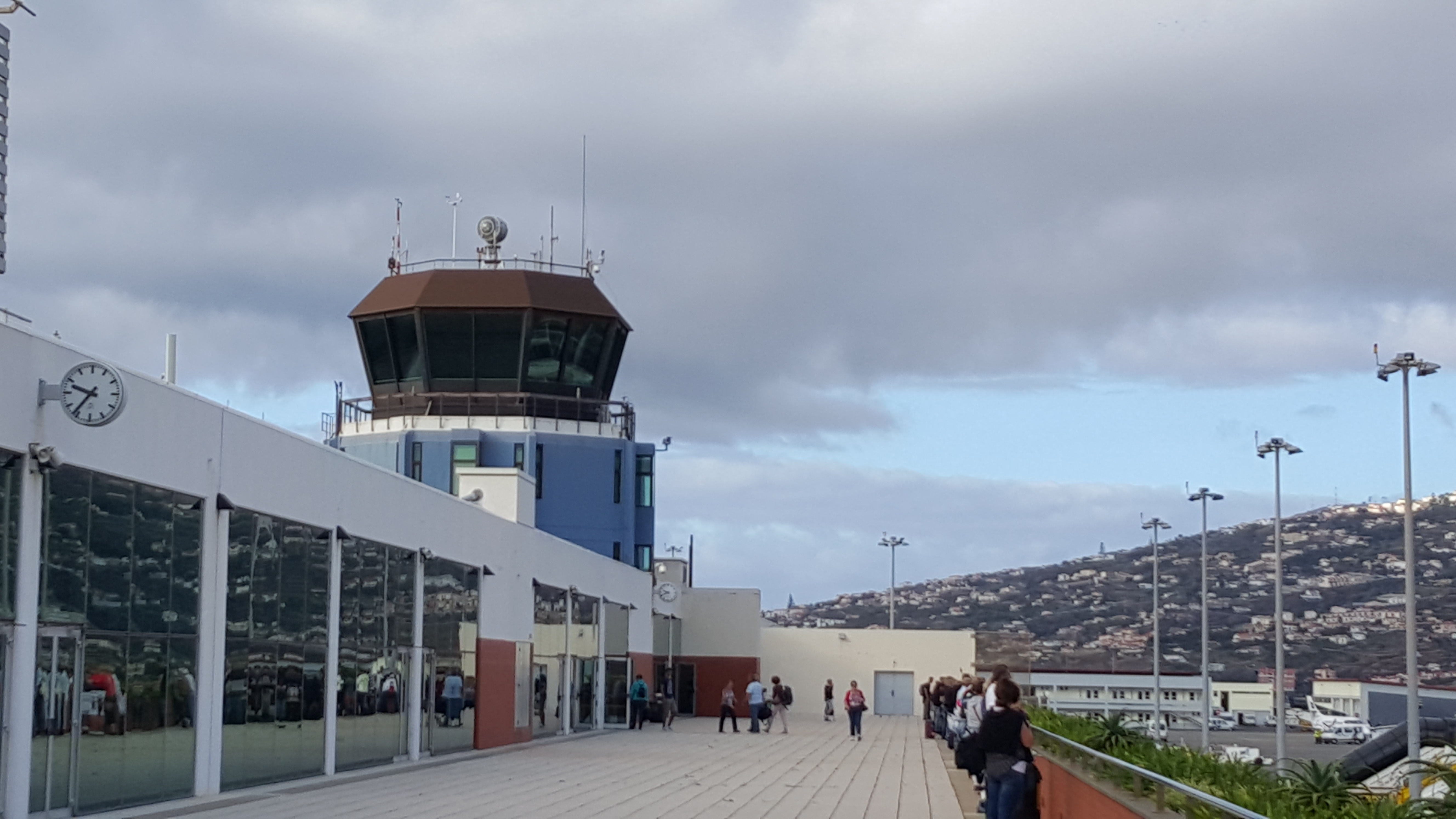
Una veduta del terminal dell'aeroporto

Nel 1972, considerato l'aumento dei flussi turistici verso l'isola portoghese, si iniziò a pensare di allungare la pista e rinnovare l'aerostazione. Essa fu riaperta nel 1973 con una capacità di 500.000 passeggeri ma a seguito del tragico incidente del volo TAP Air Portugal 425 avvenuto nel 1977 e di un altro nel 1983, nel 1986 venne completato un ulteriore allungamento della pista di 200 metri, arrivando a misurare una lunghezza complessiva di 1.800 metri.
Nel 2000 venne deliberato un ulteriore, grande prolungamento della pista, portandola a un'apprezzabile lunghezza di 2.781 metri, tale da permettere allo scalo internazionale di accogliere anche aerei di grandi dimensioni. La nuova struttura della pista, progettata dall'architetto brasiliano Andrade Gutierrez, fu giudicata molto efficiente e ricevette riconoscimenti a livello internazionale, come l'Outstanding Structure Award della International Association for Bridge and Structural Engineering.
L'aeroporto così rinnovato fu inaugurato il 6 ottobre 2002 e per l'occasione il primo aereo ad atterrare fu un Boeing 747-267B della Air Atlanta Icelandic immatricolato TF-ABA.
Il 23 luglio 2016 l'aeroporto è stato intitolato al calciatore Cristiano Ronaldo, nativo di Madera, sull'onda dell'entusiasmo per la vittoria della nazionale calcistica portoghese al campionato d'Europa 2016 e in occasione dell'inaugurazione da parte del calciatore di una catena di alberghi in società con il gruppo turistico lusitano Pestana.
L'aeroporto è stato menzionato nella trasmissione Most Extreme Airports del canale TV statunitense History Channel.

## Caratteristiche
Lo scalo aeroportuale dispone di un solo terminal per i passeggeri, dotato di 40 banchi per il check-in e 16 gate d'imbarco; la struttura non dispone di manicotti d'imbarco, pertanto i passeggeri vengono trasferiti a piedi o con appositi autobus e le operazioni di imbarco e sbarco avvengono tramite autoscala.

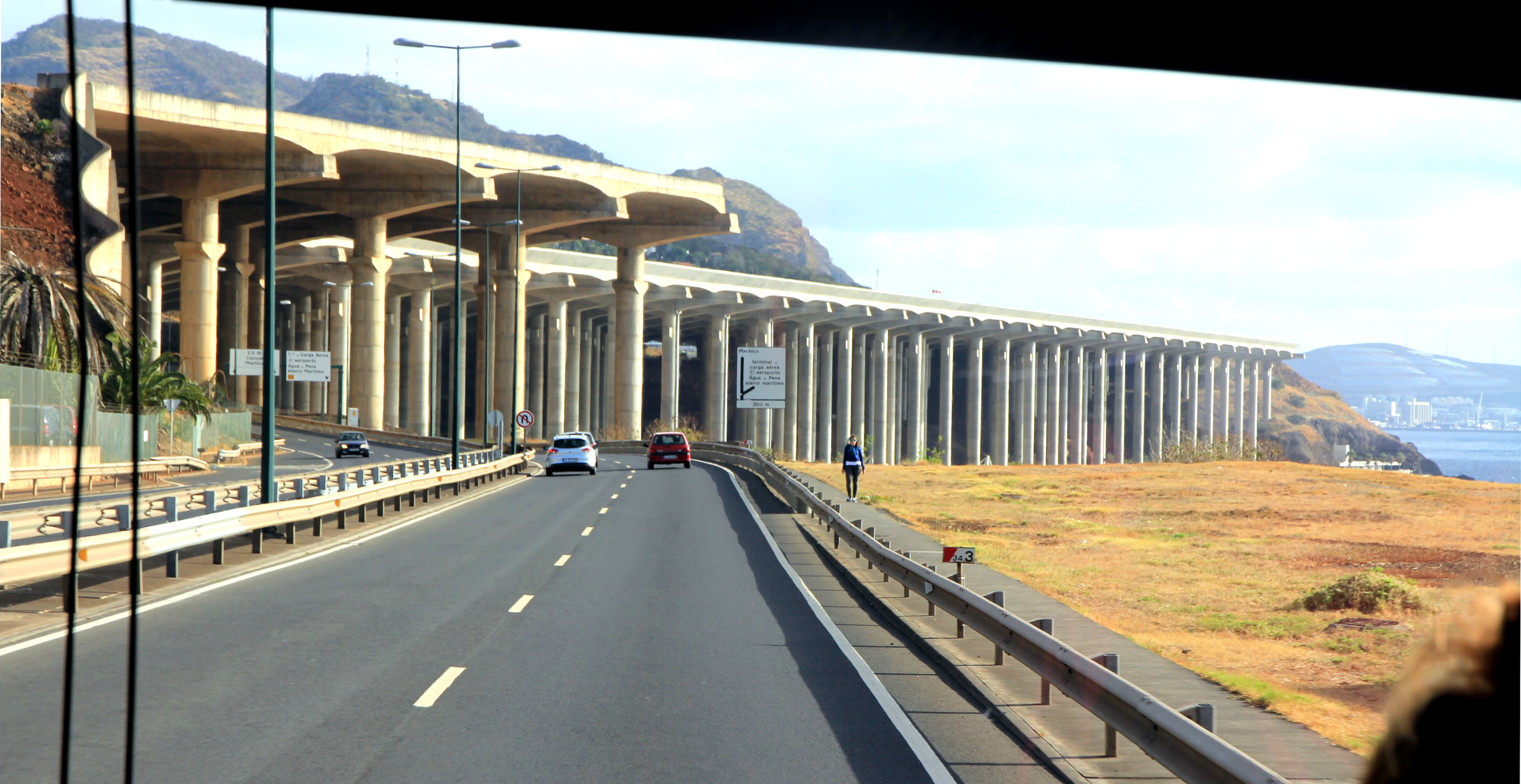
Una veduta della struttura della pista d'atterraggio dalla strada costiera che vi scorre sotto.

L'unica pista dello scalo è orientata 05/23 ed è lunga 2.781 metri. Dato che la conformazione orografica del territorio non consentiva di creare una nuova pista a livello del suolo, essa è stata realizzata prolungando la pista esistente mediante una struttura a ponte in cemento armato che termina la sua campata sul promontorio adiacente; essa è sorretta da 180 pilastri alti circa 70 metri ciascuno e in parte poggianti sul fondale oceanico. Contestualmente ai lavori di ampliamento è stato demolito anche un grande edificio multipiano a ridosso della nuova pista.
Nel 2009 lo scalo ha visto transitare 2.346.649 passeggeri, con un numero complessivo di 21.955 aeromobili.

## Incidenti
A causa della scarsa lunghezza della pista originaria lo scalo fu teatro di tre importanti incidenti aerei.
- Il 19 novembre 1977, il volo TAP Air Portugal 425 operato con un Boeing 727-200 che proveniva dall'aeroporto di Bruxelles-Zaventem dopo uno scalo all'aeroporto di Lisbona, atterrò ma finì la sua corsa sulla spiaggia adiacente prendendo fuoco. Delle 164 persone a bordo, ben 131 persero la vita.
- Il 18 dicembre 1977, un Sud Aviation Caravelle precipitò in mare durante la fase di atterraggio. Morirono 36 persone delle 57 presenti a bordo.
- Il 5 marzo 1983, un Sud Aviation Caravelle della ex compagnia aerea spagnola Aviaco precipitò in acqua durante l'atterraggio senza vittime.

Dal 2002, grazie al notevole prolungamento della pista e alla dotazione di ulteriori sistemi di sicurezza, lo scalo non ha più subito incidenti.